# Ługi (powiat złotowski)
Ługi – wieś krajeńska w Polsce położona w województwie wielkopolskim, w powiecie złotowskim, w gminie Zakrzewo.
Po pierwszym rozbiorze Polski w 1772 znalazły się Ługi w zaborze pruskim. W latach 1975–1998 miejscowość należała administracyjnie do województwa pilskiego.